# デアフリンガー (巡洋戦艦)
|          |                                                                                       |
| 艦歴     |                                                                                       |
| 発注     |                                                                                       |
| 起工     | 1912年1月                                                                             |
| 進水     | 1913年6月14日 ／ 1913年7月12日                                                        |
| 就役     | 1914年10月                                                                            |
| 退役     |                                                                                       |
| その後   | 1919年6月21日にスカパ・フローで自沈 1939年浮揚、1948年解体                            |
| 除籍     |                                                                                       |
| 性能諸元 |                                                                                       |
| 排水量   | 基準：26,600トン、満載：31,200トン                                                    |
| 全長     | 210m                                                                                  |
| 全幅     | 29m                                                                                   |
| 吃水     | 9.6m                                                                                  |
| 機関     | ギヤードタービン18缶2基 4軸推進、63,000hp                                             |
| 最大速   | 26.5ノット                                                                            |
| 航続距離 | 5,600海里（14ノット時）                                                               |
| 乗員     | 平時：1,112名（士官44名） 戦時：1,390名                                               |
| 兵装     | 305mm連装砲 4基8門 150mm単装砲 12門 88mm高角砲 8門 88mm単装砲 4門 500mm魚雷発射管 4門 |

デアフリンガー (SMS Derfflinger) は第一次世界大戦時のドイツ帝国海軍の巡洋戦艦で、デアフリンガー級巡洋戦艦の一番艦である。この艦は三十年戦争で戦ったブランデンブルク陸軍元帥ゲオルク・フォン・デアフリンガーの名にちなんで命名された。

## 艦歴
進水は1913年6月14日だったが、事故のためこの進水は失敗し、わずか数センチしか進まなかった。結局進水は7月12日に再度行われ、この時は成功した。
「デアフリンガー」は就役するとフランツ・フォン・ヒッパー中将の第1偵察隊に配属された。第一次世界大戦が勃発すると、1914年12月16日にはヨークシャーのスカーボロ砲撃に参加した。
その後ドッガー・バンク海戦に参加し、3発の砲弾を受けたがイギリス艦隊の旗艦「ライオン」に砲弾を命中させている。1916年4月24日、「デアフリンガー」はグレート・ヤーマスとローストフトに対する砲撃に参加した。
1916年5月31日のユトランド沖海戦ではイギリス海軍の巡洋戦艦「クイーン・メリー」と「インヴィンシブル」（第3巡洋戦艦戦隊ホレース・フッド司令官坐乗）を撃沈したが、「デアフリンガー」自身も21発の直撃弾を受けて大破し、その修理に4ヶ月を要した。
第一次世界大戦の敗戦後はスカパ・フローに回航された。だがイギリス軍への引渡しを潔しとしなかった乗組員によって、1919年6月21日に自沈させられた。沈没した「デアフリンガー」は1939年に引き上げられたが、解体されたのは第二次世界大戦が終わった後である。